# Otis Williams
Otis Williams (Texarkana (Texas), 30 oktober 1941) is een Amerikaanse zanger, producer en songwriter. Hij was een van de oprichters van de Motowngroep The Temptations. Zijn echte naam is Otis Miles.

## Biografie
Hij werd vooral opgevoed door zijn grootmoeder. Toen hij twaalf jaar oud was, verhuisde hij met zijn moeder naar Detroit. Zijn ouders waren toen gescheiden. Dit was het moment waarop hij zijn moeders achternaam aannam en zichzelf Otis Williams ging noemen. Tijdens zijn puberteit begon Williams zich steeds meer met muziek bezig te houden. Hij stopte vroegtijdig met school om een muziekcarrière te beginnen.
Als tiener richtte hij een aantal zanggroepen op: Otis Williams & The Syberians, The El Domingoes en The Distants. Bij al deze groepen bleek dat Williams de leider was. Dit zou hij later ook bij The Temptations worden. Met The Distants had Williams lokaal een hit Come On. Hierna hadden ze geen successen meer, maar toch kwam Berry Gordy, de directeur van het toen nog kleine Motown Records, met een aanbieding en een contract. De groep, bestaande uit Williams, Melvin Franklin en Elbridge Bryant, ging hier op in en vond nog twee nieuwe leden in een rivaliserende groep, The Primes. Het waren Paul Williams (geen familie van Otis) en Eddie Kendricks.
Bij Motown was het meteen duidelijk dat Otis Williams niet de permanente leadzanger van The Temptations zou worden. Hij verzorgde vooral de achtergrondzang. Af en toe zong hij wel lead, maar meestal waren dit Eddie Kendricks en Paul Williams. Na Bryants vertrek werd dit vooral diens opvolger David Ruffin. Toen die in 1968 werd vervangen door Dennis Edwards begonnen The Temptations aan een nieuwe muzikale periode. Het was het tijdperk van de psychedelic soul. Hierbij was het gebruikelijk dat meer dan één lid van de groep lead zong. Ook Williams zong vaker lead. Hij is te horen op hits als Psychedelic Shack, I Can't Get Next To You en Run Away Child, Running Wild. Omdat hij de leider van de groep was wilde hij zich echter vooral daarmee bezighouden en niet met lead zingen.
Tegenwoordig is Otis Williams, na het overlijden van Melvin Franklin in 1995, nog het enige originele lid van de groep. Hij treedt nog steeds op met The Temptations, soms in samenwerking met The Four Tops, een andere vroegere Motowngroep.
- Bibsys: 8025215
- Biblioteca Nacional de España: XX1761856
- Bibliothèque nationale de France: cb14051808z (data)
- Gemeinsame Normdatei: 134631838
- International Standard Name Identifier: 0000 0001 1468 6822
- Library of Congress Control Number: n86832508
- MusicBrainz: 24f86bb5-6bf1-4a39-bbf9-2cf2fe522c7c
- Nationale bibliotheek van Australië: 58650189
- Nederlandse Thesaurus van Auteursnamen: 328768979
- Trove: 1693972
- Virtual International Authority File: 19883279
- WorldCat: E39PBJmpgQv88jYHcBkHfJPbBP